# BBCテレビジョンセンター
BBCテレビジョンセンター（BBC Television Centre）はイギリス・ロンドンにかつて存在した英国放送協会の施設である。1998年から2013年3月までの間、ここからBBCニュースが配信された。
1960年に完成。西に4マイルにあるセントラル・ロンドンのシェパーズ・ブッシュにある。テレビ番組のスタジオとしては世界最大の施設であった。2013年3月末で閉鎖されたが、一部施設は改装の上2015年より段階的に再オープンしている。

## 概要

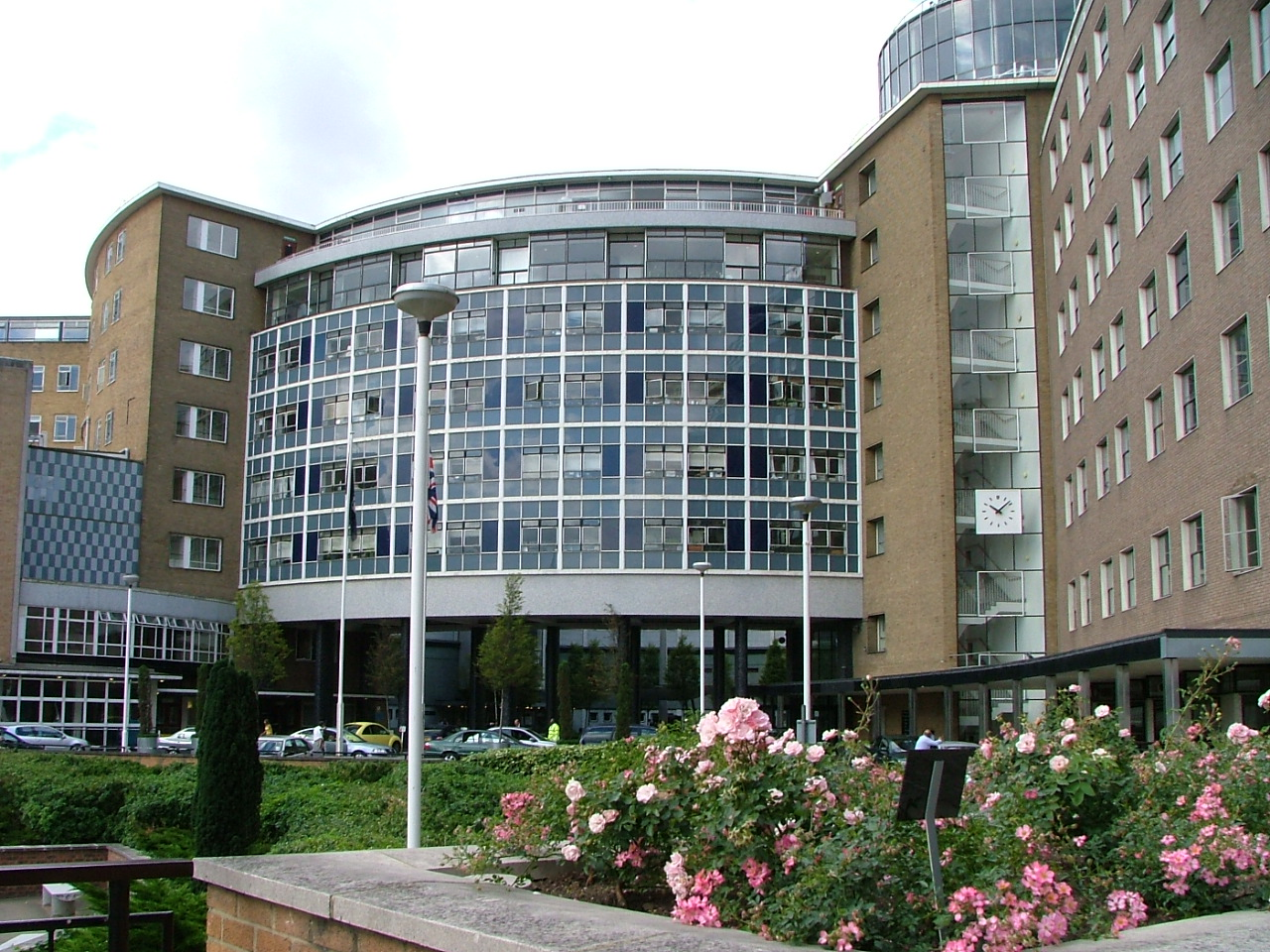
BBC Television Centre

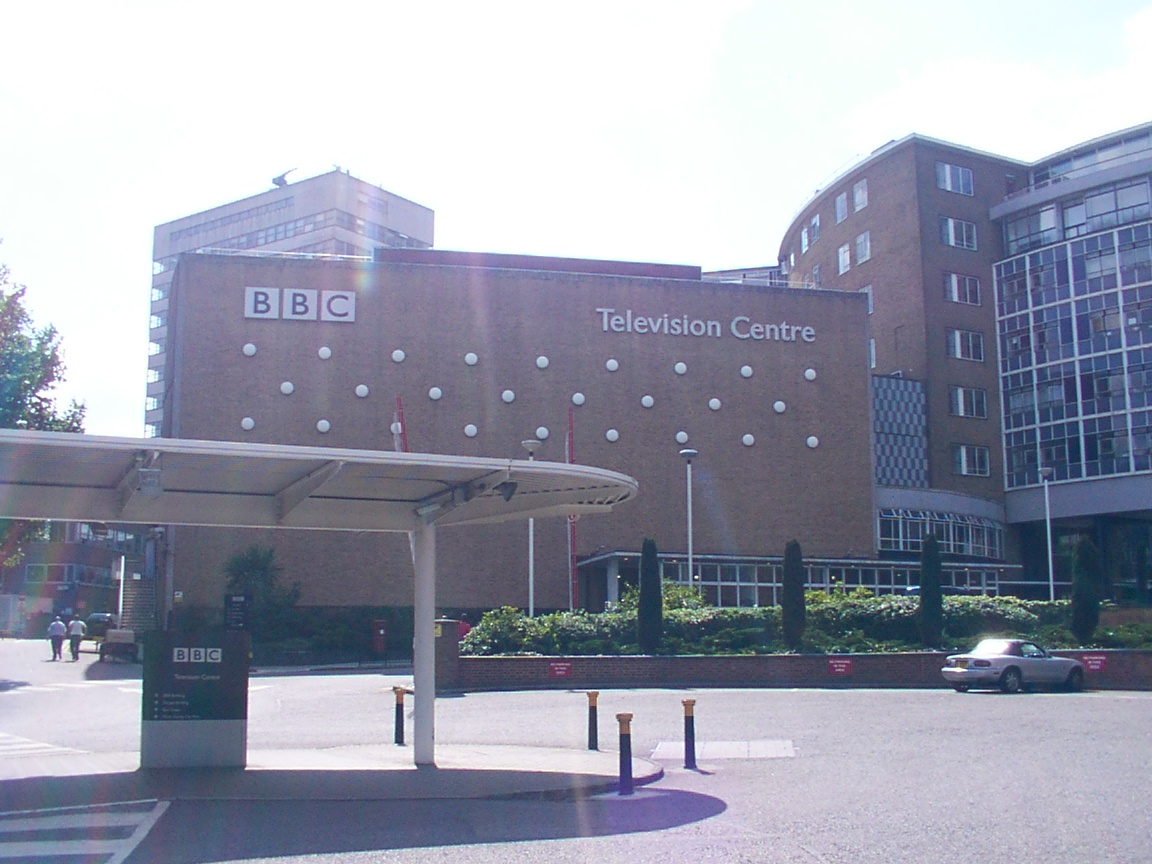
TC1, BBC Television Centre

建物は、スタジオ、オフィス、技術の3つの地区に分かれ、ドーナツ型のビルになっている。また近くにはBBCホワイトシティ（ホワイトシティ・スタジアム跡地）がある。
センターのスタジオにはそれぞれ各番組の収録スタジオがあり、すべてハイビジョン制作に対応できる。かつてはドクター・フーや、フォルティ・タワーズ、空飛ぶモンティ・パイソンなどといった名作番組がここで撮影された。1990年代に入ってからは、すべてカメラ撮影となった。

## 重大事件
開設当初のテレビセンターは、停電によって放送が送出できなくなる事態にしばしば見舞われた。BBC Twoは、開局予定日であった1964年4月20日に、バタシー発電所の火事による停電に見舞われて開局を延期し、放送は翌日から開始された。2000年6月20日にウェストロンドンで停電が起きた際には、主なネットワークの夕方ニュースを含む番組を中断された。2001年6月30日に、予備発電機の火が建物の避難を引き起こした影響で、放送は全てのBBCサービス全体で大規模な中断を引き起こした。
2001年3月4日にBBCテレビジョンセンター前のタクシー車内の爆弾が爆発し、一部のガラスなどが割られた。犯人は反体制派のアイルランドの共和党員のものであると考えられていた。オーマ爆破への関与の疑われるそれらを挙げたパノラマプログラムが攻撃の動機であるとその時に推測された。そのためX線によるセキュリティチェックが強化された。
2003年11月28日の朝8時前（GMT）に、誤って火災報知器を作動、火は起こさなかったが、広範囲にわたる停電の原因となって、予備発電機を起動した。また、全ての番組は、他のスタジオへ移される影響を受けた。BBCニュース24や主要ニュースはBBCミルバンクスタジオから放送された。

## 移転と閉鎖・再開発
BBCでは経費削減等を目的とする構造改革計画の一環として、2004年にテレビジョンセンターの移転計画を発表した。それによれば子供向け番組等の制作部門やBBC Sport、ラジオの一部チャンネル、研究開発部門等をマンチェスター・メディアシティUKの第2放送センターに移転させるほか、その他の部門もBBCの本部があるBBCブロードキャスティング・ハウス等に移転させ、2013年までに移転を完了させる方針とした。
移転完了後BBCは同地を競争入札により売却する方針を当初より明らかにしており、2012年には不動産デベロッパーのStanhope plcに約2億ポンドで売却。最終的に2013年3月末でテレビジョンセンターは完全閉鎖された。跡地はBBCとStanhopeの共同企業体であるTelevision Centre Developmentsによって再開発されるが、スタジオ1～3については改装の上で再オープンし、BBCを含む番組制作会社に貸し出す方針である。因みに再オープンについては、「トップギア」(シーズン20)で明かしている。ただ改装工事は遅れており、当初2014年だった完成予定は2017年春に延期されている。一方で2015年4月には、従来「Stage6」と呼ばれていたビルを改修する形でBBCワールドワイドの本部を同地に移転させるなど、敷地の一部は引き続きBBCの拠点として使われている。
ただ、この移転に対してはBBCの番組の出演者等から反対も多かった。ジェレミー・クラークソンなど一部の出演者は「マンチェスターに移転した場合は番組を降板する」と公言しており、朝番組『Breakfast』の司会者だったシアン・ウィリアムス（en:Sian Williams）など実際に番組を降板した者も現れている。

## 外部サイト
- BBC Press Office: Television Centre
- Television Centre Backstage Tours

 ウィキメディア・コモンズには、BBCテレビジョンセンターに関するカテゴリがあります。